# Jiah Khan
Jiah Khan, pseudonimo di Nafisa Rizvi Khan (New York City, 20 febbraio 1988 – Mumbai, 3 giugno 2013), è stata un'attrice indiana.
Nata a New York da genitori indiani, è cresciuta e ha studiato a Londra; si è poi trasferita a Mumbai per intraprendere la carriera attoriale cinematografica. Ha fatto il suo debutto cinematografico come co-protagonista nel film Nishabd (2007), per il quale ha ricevuto una candidatura ai Filmfare Awards come miglior debutto femminile. Successivamente ha recitato in Ghajini (2008) e Housefull (2010).
Il 3 giugno 2013 è stata trovata morta appesa a un ventilatore sul soffitto nella camera da letto della residenza della sua famiglia a Juhu, Mumbai. Il Central Bureau of Investigation (CBI) ha condotto un'indagine sul fatto e l'Alta Corte di Hon'ble Bombay ha concluso che la sua morte è stata causata da suicidio per impiccagione. La madre di Khan ha continuato a sostenere invece che Khan era stata assassinata dal suo fidanzato, l'attore Sooraj Pancholi, denunciandolo nel 2017 per omicidio e violenza sessuale, senza però ottenere seguito. Nel 2018, un tribunale di Mumbai ha accusato Pancholi di favoreggiamento e istigazione al suicidio di Khan, assolvendolo nell'aprile 2023 per insufficienza di prove.
L'11 gennaio 2021 la BBC ha trasmesso un documentario in tre parti sulla morte di Khan, chiamato Death in Bollywood.

## Filmografia parziale

### Cinema
- Nishabd (2007)
- Ghajini (film 2008) (2008)
- Housefull (2010)